# Emmanuelle Seigner
Emmanuelle Seigner (Parijs, 22 juni 1966) is een Frans actrice, zangeres en voormalig model. Ze werd genomineerd voor een César voor haar bijrol als Nathalie in de misdaad-dramafilm Place Vendôme (1998) en voor een Satellite Award voor die als Titine in de biografische dramafilm La môme (2007), het levensverhaal van Édith Piaf.
Seigner maakte in 1984 haar filmdebuut in L'année des méduses. Daarvoor werkte ze vanaf haar veertiende als fotomodel. Seigner ging in 2006 het podium op als zangeres van de band Ultra Orange, dat zichzelf sindsdien Ultra Orange & Emmanuelle noemt.
Seigner trouwde in 1989 met filmregisseur Roman Polański, met wie ze in 1993 dochter Morgane kreeg en in 1998 zoon Elvis. Haar twee jaar jongere zus Mathilde Seigner heeft als actrice eveneens tientallen films achter haar naam.

## Filmografie
- 2019: J'accuse (An Officer and a Spy) (Roman Polański)
- 2018: At Eternity's Gate (Julian Schnabel)
- 2017: D'après une histoire vraie (Roman Polański)
- 2016: Réparer les vivants (Katell Quillévéré)
- 2013: La Vénus à la fourrure (Roman Polański)
- 2012: L'Homme qui rit (Jean-Pierre Améris)
- 2012: Dans la maison (François Ozon)
- 2012: Quelques heures de printemps (Stéphane Brizé)
- 2010: Essential Killing (Jerzy Skolimowski)
- 2010: Chicas (Yasmina Reza)
- 2009: Giallo (Dario Argento)
- 2009: Le code a changé (Danièle Thompson)
- 2007: Le Scaphandre et le Papillon (Julian Schnabel)
- 2007: La môme (Olivier Dahan)
- 2007: Four Last Songs
- 2005: Backstage (Emmanuelle Bercot)
- 2004: Ils se marièrent et eurent beaucoup d'enfants (Yvan Attal)
- 2004: Sans toi
- 2003: Os Imortais (António-Pedro Vasconcelos)
- 2003: Corps à corps (François Hanss)
- 2001: Streghe verso nord (Giovanni Veronesi)
- 2001: Laguna (Denis Berry)
- 1999: Buddy Boy (Mark Hanlon)
- 1999: The Ninth Gate (Roman Polański)
- 1998: Place Vendôme (Nicole Garcia)
- 1998: RPM (Ian Sharp)
- 1997: La divine poursuite (Michel Deville)
- 1997: Nirvana (Gabriele Salvatores)
- 1996: Pourvu que ça dure (Michel Thibaud)
- 1994: Le sourire (Claude Miller)
- 1992: Bitter Moon (Roman Polański)
- 1990: Il male oscuro (Mario Monicelli)
- 1988: Frantic (Roman Polański)
- 1986: Cours privé (Pierre Granier-Deferre)
- 1985: Détective (Jean-Luc Godard)
- 1984: L'année des méduses (Christopher Frank)

- Bibsys: 99070652
- Biblioteca Nacional de España: XX1187257
- Bibliothèque nationale de France: cb14001212h (data)
- Catàleg d'autoritats de noms i títols de Catalunya: 981058524840506706
- Gemeinsame Normdatei: 129422568
- International Standard Name Identifier: 0000 0001 1476 3744
- Library of Congress Control Number: n85151996
- MusicBrainz: 4fe7bf12-00d0-4388-90b9-53b8e9f01f3c
- Nationale Bibliotheek van Tsjechië: pna2007389311
- Nationale Bibliotheek van Israël: 987007327507405171
- Nationale Bibliotheek van Polen: a0000002980592
- Nederlandse Thesaurus van Auteursnamen: 074608657
- SNAC: w6109xkb
- Système universitaire de documentation: 08379431X
- Virtual International Authority File: 85118170
- WorldCat: E39PBJjmTGg3XqCHvTmp6yM773